# Козлуджа (дем Мустафчово)
Вижте пояснителната страница за други значения на Козлуджа.
Козлуджа (на гръцки: Κοτύλη - Котили) е село в Западна Тракия, Гърция в дем Мустафчово (Мики).

## География
Селото е разположено на северен склон в горното поречие на Шахинска река, в планината Родопи.

## История
Към края на 19 Ст. Шишков преминава през Козлуджа и отсяда в един от 5 или 6-те хана. За селото и хановете в него пише:
| „ | Хановетѣ сѫ собственость на помаци отъ ближното помашко село Козлуджа. Едни отъ тѣхъ си чуватъ самитѣ стопани, а други държатъ подъ наенъ Ахѫ-челебийски българи. Въ всѣки ханъ на едното крило въ единъ ѫгълъ е прѣградеяо малко дюкянче – бакалничка и малка стаичка за съдържательтъ. Въ бакалничката пѫтникътъ може да намѣри черенъ домашенъ хлѣбъ и царевично брашно за качемакъ, главна и любина храна не само на помацитѣ въ Родопитѣ, а и на българитѣ; нѣкои съестни продукти, обикновено фасулъ и чушки саламура за постни дни и мътеница млѣко и саздърма за блажни. Само помашкиятъ вкусъ и привикналъ стомахъ могатъ да възприематъ и смелятъ такава храна. Освѣнъ това, ако съдържательтъ е не мохамеданинъ, намиратъ се и спиртни пития отъ твърдѣ съмнително качество, а ако е помакъ – есенно врѣме въ изобилие ще намѣрите и хубавъ гроздовъ лангюръ, единственото приятно питие, каквото само помацитѣ умѣять да приготвятъ. Всичкото останало пространство отъ ханътъ е на земята безъ подъ и таванъ и едноврѣменно служи и за пѫтницитѣ, и за добитъцитѣ имъ, съ тая само разлика, че за пѫтницитѣ въ ѫгъла до бакалничката пакъ на земята отъ пръсть малко е издигната естрада – софа̀, на срѣдата на която се кладе голѣмъ балкански огънь, а на около въ колело хората спятъ и нареждатъ багажитѣ си. Останалото пространство по цѣлата дължина покрай стѣнитѣ е заето съ яслитѣ, на които безразборно връзватъ добитъцитѣ и имъ налагатъ храната. По стѣнитѣ вмѣсто прозорци сѫ оставени малки отверстия – мазгали. Между добитъцитѣ и мѣстото за стопанитѣ имъ нѣма в и каква прѣграда, тъй че всѣки пѫтникъ може да си наблюдава своето животно. Въ хана се влиза прѣзъ една голѣма отъ груби дебели дѫбови дъски врата съ двѣ крила, или еднокрили, и прѣзъ тѣхъ добитъцитѣ направо се въвеждатъ вѫтрѣ съ товаритѣ си заедно. Нощно врѣме вратата се добрѣ притваря и запрѣга отвѫтрѣ, защото че то пѫти и нощѣ разбойници нападатъ на пѫтницитѣ въ тия ханове и ги ограбватъ. И наистина, тая клисура е най-опасното мѣсто по продължение на пѫтя за Скеча, и поради това турското правителство е построило кула на в. Елидже, дѣто има постоянна заптийска стража, а особено пролѣть и лѣтѣ, на която е повѣрено варденето на цѣлото Елидже-дереси... | “ |

Според Любомир Милетич към 1912 година в село Коздуджа живеят 180 помашки семейства. Към 1942 година в селото живеят 412 души-помаци. Според Патриарх Кирил към 1943 година в селото има 116 домакинства и 467 жители-помаци.